# Grb Bahama
Grb Bahama prihvaćen je 1971. godine, a u službenoj je primjeni od 1973. godine, od osamostaljenja države. Grbom dominira štit sa suncem i karavelom Santa María, brodom Kristofora Kolumba, koji je 1492. pristao na Bahamima na svom povijesnom putovanju. S lijeve strane je sabljarka, a s desne plamenac. Iznad štita je školjka, koja predstavlja životinjski svijet otoka.
Na dnu je krilatica ove otočke države, "Forward, Upward, Onward Together" ("Zajedno naprijed, više i dalje").